# Autophila eremocharis
Autophila eremocharis là một loài bướm đêm trong họ Erebidae.